# Аделиза Нормандская
Адели́за Норма́ндская (Адели́да; англ. Adeliza (Adelida) of Normandy, фр. Adeliza (Adelida) de Normandie; около 1055 — не позднее 1113) — англо-нормандская принцесса, вероятно, старшая дочь короля Англии и герцога Нормандии Вильгельма Завоевателя и Матильды Фландрской. Возможно, что она была несколько раз обручена (в том числе с эрлом Гарольдом Годвинсоном, ставшим в 1066 году королём Англии и погибшим во время завоевания Англии отцом принцессы), а потом удалилась в монастырь.

## Биография
Дата рождения Аделизы в источниках не сообщается. Историк Джеймс Планше утверждает, что Аделиза родилась в 1055 году, однако никакого источника для этой даты не приводит. Вероятнее всего Аделиза была старшей из дочерей короля Англии и герцога Нормандии Вильгельма Завоевателя от брака с Матильдой Фландрской, поскольку имя Аделида показано первым в большинстве перечней дочерей Вильгельма, включая молитвенный свиток Матильды, аббатисы монастыря Святой Троицы в Кане, который считается достаточно авторитетным источником, поскольку создавался под руководством сестры Аделизы, Сесилии Нормандской, сменившей Матильду на посту аббатисы. У неё было 4 или 5 сестёр (Сесилия, Констанция, Матильда, Адела и, возможно, Агата) и 4 брата (Роберт Куртгёз, Вильгельм II Рыжий, Ричард и Генрих I Боклерк).
Существует две исторические традиции. Согласно первой Аделиза была невестой последнего англосаксонского короля Гарольда II Годвинсона, согласно другой она стала монахиней. Ордерик Виталий, опираясь на свою собственную интерпретацию «Деяний герцогов Нормандии» Гильома Жюмьежского, сообщает, что дочь Вильгельма по имени Аделиза перед нормандским завоеванием Англии была помолвлена с эрлом Гарольдом Годвинсоном. При этом он опирался на хронику Гильома из Пуатье, биографа Вильгельма Завоевателя, однако тот не указывает, что девочка была вовлечена в матримональные планы и не сообщает о том, была ли она среди тех дочерей Вильгельма, которые были вовлечены в 2 других упоминаемых им брачных договора — с графом Мэна Гербертом II и двумя конкурирующими королями в Испании. Ещё один хронист, Роберт де Ториньи, подтверждает предположение Ордерика Виталия, называя невесту именем Аделида. Двое других англо-нормандских историков, Вильям Мальмсберийский и Эдмер, сообщают о помолвке дочери Вильгельма с Гарольдом, но имени её не называют. Сам Ордерик Виталий в своём более позднем труде «Церковная история Англии», приводит имя ещё одной дочери Вильгельма, Агаты, неизвестной по другим источникам, которой он приписывает помолвку сначала с Гарольдом, потом с королём Испании по имени Амфурций, а потом добавляет, что она умерла в Байё девственницей. Далее он уточняет, что Аделиза была девственницей под защитой Роже де Бомона, что, вероятно, указывало на то, что она была монахиней в аббатстве Сен-Лижье-де-Прео. Если данное сообщение соответствует действительности, то эта монахиня может быть отождествлена с либо с Аделиной, приорессой монастыря, либо с монахиней Аделизой из этого монастыря, которая упоминается в числе умерших аббатисой Матильдой. Вероятно именно к ней обращается в молитве Ансельм Кентерберийский, называя её Аделидой, «почтенной леди из королевской знати».
Обе традиции не являются взаимоисключающими. Возможно, что принцессу Аделизу (Аделиду) несколько раз обручали с разными женихами, но замуж она так и не вышла, после чего она удалилась в монастырь. В любом случае, она умерла не позднее 1113 года.